# Hadza
Pleme Hadza (Hadzabe) so avtohtona etnična skupina. Živijo v bušu (savani). Genetsko niso tesno povezani z drugimi ljudmi. Verjetno se v vsej svoji zgodovini niso selili izven svojega ozemlja. Ves čas živijo kot egalitarna družba nomadskih lovcev-nabiralcev, enako kot so živeli v pozni kameni dobi. So ena redkih še živečih primarnih družb.
Govorijo Khoisan jezik, ki še vsebuje klike in sega 40.000 let v zgodovino. V zadnjem času se nekateri redki Hadze šolajo in se učijo tudi uradni tanzanijski jezik svahili.  
Danes živijo samo še na majhnem teritoriju ob jezeru Eyasi v Tanzaniji. Njihov prvotni teritorij (vsaj 10.000 let) je bil veliko večji od današnjega. Segal je tudi na področje soteske Oldupai, kjer je bilo najdenih veliko pomembnih paleolitskih najdb orodja, ki ga je uporabljal Homo erectus. Ta prostor mnogi imenujejo zibelka človeštva.
Verjetno jih je samo še okoli 1000 -1300 in le nekaj sto jih še živi kot pravi lovci-nabiralci. Oblasti in misijonarji si bolj ali manj neuspešno prizadevajo, da bi jih vključili v poljedelstvo in stalno naselili. Na začetku 21. stoletja jih najbolj ogroža safari turizem.
Do nedavnega so se oblačili in obuvali v kože. Danes jih država zalaga z zahodnimi oblekami in natikači iz avtomobilskih gum. Vsak ima en sam kos oblačila (majica, bermuda hlače, krilo, ogrinjalo), ki ga dopolni še z domačimi kožnimi dodatki in nekaj okrasja ( trakovi, peresa v laseh). Vsi so kratko postriženi (z nožem). Ženske so sedaj oblečene podobno, kot v sosednjih plemenih. 

## Družbena organiziranost
Običajna skupina šteje okoli 20 do 30 odraslih skupaj z otroki. Nimajo niti vodje, niti vrača. So enakopravna in miroljubna družba. Enakost jim zagotavlja visoko stopnjo samostojnosti in svobode. Le starejšim izkazujejo malo več pozornosti. V starostnih in spolnih skupinah so vsi med seboj enaki. Čeprav so moški lovci in ženske nabiralke, tudi moški nabirajo in ženske ulovijo kakšno manjšo žival, naberejo jajca in med.
Če skuša kdo posebej uveljavljati svojo voljo, ali se kako drugače sporečejo, se ostali preselijo in ga pustijo samega. Tako zapuščen se kmalu umiri in pridruži svoji ali kaki drugi skupini. Če se jim želi kdo pridružiti, ga sprejmejo medse. Tako pri njih večkrat najde nov dom kakšno dekle, ki zbeži iz sosednjih plemen, kjer ženskam ni dobro (mnogoženstvo, obrezovanje, veliko več dela). Če se kakšno dekle iz njihovega plemena poroči v drugo pleme, se skupaj z otroki prej ali slej vrne v rodno skupino, ki jo z otroki vred sprejme nazaj. 
Ne poznajo osebne lastnine in denarja, niti pojma časa. Ravnajo se po luninih menah in deževnih dobah.

### Poroka
Moški in ženske pri izbiri partnerja cenijo delavnost in fizično privlačnost (simetrija, privlačen glas). So monogamni, čeprav to ni posebej zapovedano.
Ko si fant izbere dekle (se z njo dogovori), ustreli pavijana, ki je njihova priljubljena jed, in ga odnese dekletovemu očetu. Pavijana skupaj pojedo in poroka je sklenjena. Mladoporočenca se skupaj odločita ali bosta živela z ženinovo ali nevestino skupino.
Včasih se dva moža dogovorita, da si za nekaj časa zamenjata ženi (ne brez njunega soglasja).

### Otroci
Čeprav Hadze ne posegajo v svoje telo, majhnim zelo jokavim otrokom napikajo ali zarežejo kožo pod očmi, da jih peče, če se jokajo. Tako se otroci naučijo zadrževati solze. Že povsem majhni sodelujejo pri vseh opravilih in se sproti učijo vseh potrebnih veščin. Najprej vsi z mamami nabirajo hrano. Ko so fantki dovolj veliki, da znajo streljati z lokom, začno hoditi na lov. Za vzgojo otrok skrbijo vsi v skupini. Pri hranjenju otroci mirno čakajo, da pridejo na vrsto. Če pomagajo stari starši pri nabiranju hrane za otroke, ima mladi par lahko več preživelih otrok. Smrtnost med otroki je precejšnja. Otrok, ki gre v šolo, je velika redkost.

### Nevarnosti, smrt
Hadze živijo v majhnih skupinah, zato nimajo velike imunske odpornosti. Posledično so jim zelo nevarne razne nalezljive bolezni (ošpice,..). V naravi jih ogrožajo predvsem kače in hijene, ki na daleč zavohajo kri ulovljene živali. V preteklosti so jim bila nevarna sosednja plemena, predvsem Masaji, ker so si prisvajala njihov teritorij za svoje pašnike. Če je Hadza ubil kašno žival iz masajske črede, so Masaji v povračilo ubili Hadzo. Ker Hadze ne poznajo osebne lastnine, niso razumeli, da so živali lahko last nekoga. 
Danes jih ogroža tudi zastrupitev z alkoholom. Pričakovana starost je okoli 33 let. Za nekatere se da ugotoviti približna starost do okrog 60 let.
Ko v skupini nekdo umre, se tradicionalno trupla ne dotikajo, pač pa se cela skupina preseli na novo lokacijo. Prav tako se cela skupina preseli, če je nekdo od njih tako bolan, da mu z ničemer več ne morejo pomagati. Umirajočemu pustijo nekaj hrane in vode ter ga zavarujejo pred zvermi s trnasto ogrado.

## Življenje
O vsem se vsakodnevno sporazumno dogovorijo:
- možje kdo, kam in na kakšne živali bo šel (redkeje v skupini) na vsakdanji lov (od ptičev do žiraf) ali nabiranja medu,
- žene z majhnimi otroki kako in kaj bodo šle nabirati (jagode, sadje in plodove, oreške, gomolje); vedno v skupini v spremstvu enega moškega.

Domačih živali ne gojijo. Psi se pri njih zadržujejo samodejno (čakajo na kakšen odpadek). Na lov se lahko odpravijo tudi za več dni skupaj. Visoko cenijo svobodno pohajkovanje. 
Ko določeno področje izčrpajo, se preselijo na novo lokacijo, za katero vedo, kakšno hrano jim bo lahko nudila. Vse kar imajo, lahko nesejo na hrbtu. Za bivanje si iz svežih vej zgradijo ogrodje (podobno kot šotor iglu), ki ga obložijo s suho travo in drugim primernim rastlinjem, na primer sisalom, ki ga imajo v na dosegu roke. To "narobe obrnjeno gnezdo" je nižje od človeka. Gola tla so lahko prekrita s kožo. Notri spita dva ali trije. Ponoči je hladno, zato si za spanje z ognja vzamejo kakšno še tleče poleno. V deževni dobi se preselijo v skalno področje, kjer lahko vedrijo v naravnih jamah. Večje skupine običajno taborijo ob kruhovcu, ki ga lahko uporabljajo kot zavetje in tudi za začasno shrambo, čeprav hrano vsak dan sproti nalovijo in naberejo, saj je ne konzervirajo. Če ustrelijo veliko žival, recimo žirafo, se začasno preselijo k njej, ker mesa ne morejo prenesti v tabor. Kar pustijo za seboj, ko tabor zapustijo, v nekaj mesecih razpade. Tako od njihovega več tisočletnega bivanja ni nikakršnih ostankov.
Meso in tudi gomolje večinoma pečejo direktno na ognju. Za kuhanje imajo večinoma eno samo posodo. Danes nekateri uporabljajo tudi metalne lončke za pitje in kakšno plastično posodo. To je različno od skupine do skupine koliko sodobnih predmetov sprejmejo (turističnih daril), vendar vedno samo toliko, kolikor vsak dan rabijo.  
Jedo sproti, že ko nabirajo. Neužitne ostanke samo spustijo na tla. Tisti, ki prvi nabere ali ulovi, prvi poje en del in nato podaja še ostalim. Višek odnesejo v tabor. Potrebujejo skoraj tretjino manj hrane kot belci, čeprav so jim zelo podobni po rasti in kretnjah.
Ogenj zanetijo tako, da na rezilu noža vrtijo leseno palico, kar nož toliko segreje, da vname suho travo. Dodajo še nekaj suhljadi in že je dovolj za peko hrane ali jutranje in večerno gretje, ko skupaj posedajo ob ognju. Nikoli niso pridelovali kovin, pač pa od sosednjih plemen dobijo kovinske dele za nož, sekiro in konice puščic v zameno za ulovljeno žival ali med. Tudi blago za ženska krila, ogrinjala in bisage dobijo od sosednjih plemen. Ne tkejo blaga, ne izdelujejo keramike. 
Živali lovijo predvsem z lokom. Vsak mož si sam naredi svoj lok in puščice, kar se nauči že kot otrok. Na puščice pazijo, da jih po izstrelitvi dobijo nazaj. Za vsako žival imajo puščico z drugačno konico. Velike živali lovijo z zastrupljenimi puščicami. Strup deluje samo na kri. Meso ostane užitno. Priprave strupa iz vej grma Adenium coetaneum se učijo iz roda v rod. Prav tako se naučijo prepoznavati in uporabljati zdravilne rastline, se izogibati strupenim ter ustrojiti kože ubitih živali.
Ženske za kopanje gomoljev uporabljajo kol. Imajo še košaro in bisago (velik kos blaga) za prenašanje nabranih zeli in jagod. 
Umivajo se v potoku in tudi pijejo iz potoka. Ne pijejo veliko in se tudi skoraj ne potijo. Nimajo nobenega vonja. Če je vode dovolj, se radi kopajo. Zelo radi jedo med. Kadijo travo (marihuano) in pri tem hudo kašljajo.

## Religija, rituali
So animisti, vendar nimajo posebnih svetih krajev, verskih voditeljev, idolov, verovanja v posmrtno življenje... Nimajo niti veliko prepovedi (npr.: ne ubijajo ptice, za katero mislijo, da napoveduje deževno dobo) in niti ritualov. Častijo Sonce in Luno.
Teles si ne tetovirajo ali kako drugače deformirajo. Živijo povsem zliti z naravo. Poznajo preprost ples (nekateri imajo na nogi pripete zvončke) in zelo preprosto godalo z eno struno.

### Obred epeme
Ko fant prvič ustreli veliko žival, postane »epeme«. Če nima te sreče, postane epeme avtomatično, ko dovolj odraste (najkasneje do 30 leta). Vsi, ki so epeme, v črni noči, brez lune eden za drugim ogrne črno ogrinjalo, si na noge natakne zvončke in zapleše. Ob strani stoje ženske, ki se postopoma v krogu pridružijo plesalcu in zapojejo. Ne poznajo nobenih iniciacijskih obredov - nobenega obrezovanja. Le moškim, ki so epeme, je dovoljeno jesti posamezne dele velikih živali (srce, genitalije,..) in to tako, da jih noben, ki ni epeme, ne vidi.

## Ustno izročilo
V začetku so svet naseljevali dlakavi velikani Akakaanebe ali Gelanebe (predniki), ki so lovili divjad z ubijalskim pogledom. Hrano so uživali surovo. Niso imeli nobenega orodja in niso poznali ognja, ker na začetku sveta še ni mogel obstajati. Niso gradili koč. Spali so pod drevesi, kot Hadzabe tudi danes v sušni dobi. Nasledili so jih goli velikani Tlaatlanebe. To so bili prvi ljudje. Uporabljali so zdravila in čare. Začeli so epeme obred. Živeli so v jamah.
Tretje obdobje so naseljevali ljudje Hamakwabe (danes), ki so bili manjši od svojih prednikov. Iznašli so lok in puščice ter posodo za kuhanje. Naučili so se uporabljati ogenj in graditi "koče", kot jih Hadze še danes gradijo. Izumili so tudi igro na srečo lukuchuko. Bili so prvi predniki, ki so bili v stiku z drugimi ljudmi - poljedelci in živinorejci. Z njimi so zamenjevali svoj ulov za železo, da bi izdelali nože in konice puščic.
Četrto obdobje Hamaishonebe (moderno) še vedno traja. Ko Hadze govorijo o tem obdobju, znajo imenovati kraje in pred koliko generacijami so se zgodili določeni dogodki.